# Saison 1 de The Unit : Commando d'élite
Chronologie
Saison 2
Cet article présente le guide des épisodes de la première saison de la série télévisée The Unit.

## Acteurs principaux
- Dennis Haysbert : Jonas Blane « Docteur Snake »
- Regina Taylor : Molly Blane
- Scott Foley : Bob Brown « Cool Breeze »
- Audrey Marie Anderson : Kim Brown
- Max Martini : Mack Gerhardt « Dirt Diver »
- Abby Brammell : Tiffy Gerhardt
- Robert Patrick : Tom Ryan  « Dog Patch 06 »
- Michael Irby : Charles Grey « Betty Blue »
- Demore Barnes : Hector Williams  « Hammer Head »

## Épisodes

### Épisode 1:L'Avenir du monde
- Titre original : First Responders
- Numéro(s) : 1 (1-1)
- Scénariste(s) : David Mamet
- Réalisateur(s) : Davis Guggenheim
- Acteurs secondaires : Danielle Hanratty (Lissy Gerhardt), Edwin Garcia (Preneur d'Otages n°3), Sammi Hanratty (Jen Gerhardt), Eben Kostbar (Johnny), Valerie Landsburg (Inconnue), Adam Lieberman (Agent du FBI), Matt Malloy (Docteur Bill), Angela Martinez (Reporter), Anthony Martins (Preneur d'Otages n°5), Mary McCann (Ruth Cheals), Michael O'Neill (Sergent Ron Cheals), Kavita Patil (Technicien n°1)
- Diffusion(s) : 
  -  États-Unis : le 7 mars 2006 sur CBS
  -  France : le 13 novembre 2006 sur W9
  -  Belgique : le 20 février 2007 sur La deux
- Synopsis : Bob Brown, accompagné de sa femme Kim et de leur petite fille, arrive sur sa nouvelle affectation au 303e groupe d'études logistiques. Il va vite devoir apprendre les ficelles du métier sur le terrain. Tout comme sa femme, Kim, perturbée et inquiète au sujet de ce prétendu "303e groupe d'études logistiques". Elle va devoir se confronter à la réalité : son mari fait partie de "l'unité", et celle-ci s'occupe de tout autre chose que de pure logistique. Pendant ce temps, la télévision montre le détournement d'un avion d'affaires dans l'Idaho par des terroristes sans pitié.

### Épisode 2:Une vie à deux
- Titre original : Stress
- Numéro(s) : 2 (1-2)
- Scénariste(s) : David Mamet
- Réalisateur(s) : Guy Ferland
- Acteurs secondaires : Alyssa Shafer (Serena Brown), Mark Aiken (Patrick Collins), Kristen Ariza (Keisha Holmes), Sarah Avery (Samantha), Sean Blakemore (Soldat africain), Robert Catrini (Chef Johnson (DEA)), Brian Howe (Agent Spécial Griffiths), James Kiriyama-Lem (Membre de l'Equipe), Paul Renteria (Livreur), Lionel Mark Smith (Sergent), Bruce A. Young (Major Jimmy Willey)
- Diffusion(s) : 
  -  États-Unis : le 14 mars 2006 sur CBS
  -  France : le 13 novembre 2006 sur W9
  -  Belgique : le 20 février 2007 sur La deux
- Synopsis :

### Épisode 3:Une grande famille
- Titre original : 200th Hour
- Numéro(s) : 3 (1-3)
- Scénariste(s) : Carol Flint, Sharon Lee Watson
- Réalisateur(s) : Steve Gomer
- Acteurs secondaires : Alyssa Shafer (Serena Brown), Shaun Duke (Dan Vorhees), Bryan Fox (Membre de l'équipe sénatoriale), Lindsay Frost (Sénateur), Karl Makinen (Coots)
- Diffusion(s) : 
  -  États-Unis : le 21 mars 2006 sur CBS
  -  France : le 20 novembre 2006 sur W9
  -  Belgique : le 20 février 2007 sur La deux
- Synopsis :

### Épisode 4:Protection rapprochée
- Titre original : True Believers
- Numéro(s) : 4 (1-4)
- Scénariste(s) : Shawn Ryan, Eric L. Haney
- Réalisateur(s) : Oz Scott
- Acteurs secondaires : Robert Catrini (Chef Johnson (DEA)), Michele Greene (Cynthia Burdett), Tim Halligan, Maria McCann, Conor O'Farrell, Gary Perez (Alberto Salazar)
- Diffusion(s) : 
  -  États-Unis : le 28 mars 2006 sur CBS
  -  France : le 20 novembre 2006 sur W9
  -  Belgique : le 27 février 2007 sur La deux
- Synopsis :

### Épisode 5:Opération «Feu de prairie»
- Titre original : Non-Permissive Environment
- Numéro(s) : 5 (1-5)
- Scénariste(s) : Paul Redford, Lynn Mamet
- Réalisateur(s) : Ron Lagomarsino
- Acteurs secondaires : Cliff DeYoung (C.O.S.), Aaron Hendry (L'Australien), Angel M. Wainwright (Betsy Blane)
- Diffusion(s) : 
  -  États-Unis : le 4 avril 2006 sur CBS
  -  France : le 27 novembre 2006 sur W9
  -  Belgique : le 27 février 2007 sur La deux
- Synopsis : L'Unité est en Espagne pour éliminer un terroriste mais le gouvernement espagnol leur retire l'ordre d'agir à l'instant même où la cible est abattue. Les membres du commando doivent donc fuir le pays en étant recherchés par la police qui les considère comme des assassins.

### Épisode 6:Rivalités
- Titre original : Security
- Numéro(s) : 6 (1-6)
- Scénariste(s) : David Mamet
- Réalisateur(s) : David Mamet
- Acteurs secondaires : David Aranovich (Traducteur Russe), John Barton (Coordinateur Tactique et Technique de l'Armée), Naz Deravian (Shirin), Alexa Fischer (Sophie), Christina Gianaris (Mandy), Sarah Lafleur (Mme Johnson), Yevgeni Lazarev (Ambassadeur Russe), Dan Lundy, Marshall Manesh (Bijan), Matt McKenzie (Le Chef de la Sécurité de l'Ambassade), Colm Meaney (Chargé d'Affaires), Iman Nazemzadeh (Assistant du chef de la Sécurité Iranienne), Navid Negahban (Faheed), Darren O'Hare (Commo Techie), Marty Papazian (Sergent Johnson), Parsa Yazdani (L'Electronicien)
- Diffusion(s) : 
  -  États-Unis : le 11 avril 2006 sur CBS
  -  France : le 27 novembre 2006 sur W9
  -  Belgique : le 6 mars 2007 sur La deux
- Synopsis :

### Épisode 7:Le Sens de l'honneur
- Titre original : Dedication
- Numéro(s) : 7 (1-7)
- Scénariste(s) : Paul Redford, Sharon Lee Watson
- Réalisateur(s) : Helen Shaver
- Acteurs secondaires : Ameer Baraka (Sykes), Ned Bellamy (Lewis), Peter Breitmayer (Albright), Daisy Eagan (Leona), Gale Harold (Le Directeur de la Station de Radio), Karl Makinen (Sergent Coots), Mary McCann (Ruth Cheals), Omar Metwally (Sergent Wirth), Michael O'Neill (Sergent Ron Cheals), Jack Wallace (Hank)
- Diffusion(s) : 
  -  États-Unis : le 18 avril 2006 sur CBS
  -  France : le 6 décembre 2006 sur W9
  -  Belgique : le 6 mars 2007 sur La deux
- Synopsis :

### Épisode 8:SERE
- Titre original : SERE
- Numéro(s) : 8 (1-8)
- Scénariste(s) : Carol Flint, Lynn Mamet
- Réalisateur(s) : Stephen De Paul
- Acteurs secondaires : Michael O'Neill (Sergent Ron Cheals)
- Diffusion(s) : 
  -  États-Unis : le 25 avril 2006 sur CBS
  -  France : le 6 décembre 2006 sur W9
  -  Belgique : le 20 mars 2007 sur La deux
- Synopsis :  L'Unité doit participer au stage SERE officiellement comme geôliers, mais à leur arrivée ils découvrent qu'ils devront jouer le rôle des prisonniers et subir toutes sortes d'humiliations destinés à les faire craquer.

### Épisode 9:Jeunesse sacrifiée
- Titre original : ting the Young
- Numéro(s) : 9 (1-9)
- Scénariste(s) : Sterling Anderson
- Réalisateur(s) : J. Miller Tobin
- Acteurs secondaires : Sarah Avery (Samantha), Julius J. Carry (Colonel George), Bryan Fabian (Marcos), Parisa Fitz-Henley (Laurenda), Tia Hunnicutt (Celeste), Kathleen Noone (Kathryn), Kate Norby (Pam), Luis Antonio Ramos (Adolpho Jimenez)
- Diffusion(s) : 
  -  États-Unis : le 2 mai 2006 sur CBS
  -  France : le 13 décembre 2006 sur W9
  -  Belgique : le 20 mars 2007 sur La deux
- Synopsis :

### Épisode 10:Dans la gueule du loup
- Titre original : Unannounced
- Numéro(s) : 10 (1-10)
- Scénariste(s) : Paul Redford, Emily Halpern
- Réalisateur(s) : Bill L. Norton
- Acteurs secondaires : Nadege Auguste (Hadjah, alias Elsabet Moghrabi), Mark Harelik (Secrétaire d'État), Gale Harold (Rory), Adetokumboh M'Cormack (Ammanuel Uday), Bruce MacVittie (Mark Harris), Katie Mitchell (La fausse Linda Kaplan), Ntare Mwine (Isaisas Aghribe), Owiso Odera (Soldat Zemede), Kavita Patil (Kayla), Deryl Patterson (L'Homme au TOC), Theo Rossi (Mike), Elizabeth Sampson (Linda Kaplan), Larry Sullivan (Avner), Andrew Thacher (Policier), Kirk B.R Woller (Inspecteur Penman)
- Diffusion(s) : 
  -  États-Unis : le 9 mai 2006 sur CBS
  -  France : le 13 décembre 2006 sur W9
  -  Belgique : le 27 mars 2007 sur La deux
- Synopsis :

### Épisode 11:Délit de fuite
- Titre original : Exposure
- Numéro(s) : 11 (1-11)
- Scénariste(s) : Sharon Lee Watson, Dan Hindmarch
- Réalisateur(s) : Guy Norman Bee
- Acteurs secondaires : Susan Berman (Singing Widow (Veuve Chantante)), Lois Hall (Pauline Harper), David Hornsby (Caporal Ricky Dickerson), Larissa Laskin (Julianna Nichol), Roberto Medina (Réalisateur), Gonzalo Menendez (Vasquez), Kenneth Mitchell (Keith Soto), Katie Mitchell (Sarah Harper), Michael O'Neill (Ron Cheals), Mark Pellegrino (Gary Soto), Winston J. Rocha (Propriétaire du magasin), Anna Stone (Tara), Kenny Suarez (Alex), Kirk B.R Woller (Inspecteur Penman)
- Diffusion(s) : 
  -  États-Unis : le 9 mai 2006 sur CBS
  -  Belgique : le 27 mars 2007 sur La deux
  -  France :
- Synopsis :

### Épisode 12:Engrenage
- Titre original : Morale, Welfare and Recreation
- Numéro(s) : 12 (1-12)
- Scénariste(s) : Paul Redford, Sterling Anderson
- Réalisateur(s) : Felix Enriquez Alcala
- Acteurs secondaires : John Campion (Directeur de l'Hôtel), Andrew Davoli (Joel Bowman), Jim Frangione (Van Walcott), Tom Kiesche (Gerald Thomas), Kristina Lear (Agent Cunningham), James MacDonald (Willis Meeks), Janora McDuffie (Judith), Joshua John Miller (Cadreur), Saemi Nakamura (Amy Bowman), Natalija Nogulich (Evelyn), Jeris Lee Poindexter (Opérateur robotique), Sarah Shelton (Reporter), Duane Senior Shepard (Chef des Pompiers), Andy Umberger (Agent Bluman), Todd Weeks (Inspecteur Miller), Alex Wexco (Inspecteur Humphrey)
- Diffusion(s) : 
  -  États-Unis : le 16 mai 2006 sur CBS
  -  Belgique : le 3 avril 2007 sur La deux
  -  France :
- Synopsis :

### Épisode 13:L'Adieu aux armes
- Titre original : The Wall
- Numéro(s) : 13 (1-13)
- Scénariste(s) : Eric L. Haney, Lynn Mamet
- Réalisateur(s) : David Mamet
- Acteurs secondaires : Danielle Hanratty (Lissy Gerhardt), Alyssa Shafer (Serena Brown), Nick Cavaiola (Ordonnance de Leclercq), Michele Greene (Cynthia Burdett), Sammi Hanratty (Jenny Gerhardt), Yasen Peyankov (Razlan Dragovich), Rebecca Pidgeon (Charlotte Canning Ryan), Lenka P. Pochyly (Erika Dragovich), Jonno Roberts (Serin), Sebastian Roché (Colonel Leclercq)
- Diffusion(s) : 
  -  États-Unis : le 23 mai 2006 sur CBS
  -  Belgique : le 3 avril 2007 sur La deux
  -  France :
- Synopsis :